# Supiori
Supiori (Supitori) – wyspa w Indonezji u wybrzeży Nowej Gwinei na Oceanie Spokojnym; leży u wejścia do zatoki Cenderawasih w grupie wysp Schoutena, na zachód od wyspy Biak, z którą się niemal styka; administracyjnie należy do prowincji Papua; powierzchnia 659,0 km²; długość linii brzegowej 172,5 km.
Powierzchnia górzysta (wysokość do 1034 m n.p.m.), porośnięta lasem równikowym; uprawa palmy kokosowej; rybołówstwo. Główna miejscowość – Korido.